# کمان‌دندان
کمان‌دندان (نام علمی: Toxodon) نام یک سرده از تیره کمان‌دندانان است.
سنگواره‌های این پستاندار کرگدن‌مانند را در ته‌نشست‌های پلیوسن دیرین و پلیستوسن آرژانتین و دیگر نقاط آمریکای جنوبی یافته‌اند. این جانور عضو گروهی منقرض‌شده از پستانداران آمریکای جنوبی به‌نام جنوب‌سمان بود. کمان‌دندان هم‌اندازه‌ی اسب‌های آبی امروزی بود و به‌سبب شباهت زیادش به کرگدن‌های اوراسیا و آمریکای شمالی نمونه‌ای کلاسیک از تکامل هم‌گرا به‌شمار می‌رود. کمان‌دندان خرطومی کوتاه و کمابیش شبیه خرطوم تاپیرها داشت و اسکلتی بزرگ با پاهای کوتاه و ستبرِ سه‌انگشتی. دندان‌هایش کمانی بودند و برای جویدن انواع گیاهان برگ‌دار به‌کار می‌آمدند. این پستاندار بزرگ پاهایی با استخوان‌های کوتاه و ستبر و گردنی کوتاه داشت. دندان‌های گونه‌ایش پیوسته رشد می‌کردند، بنابراین احتمالاً از مواد غذایی ساینده‌ای مثل علف‌ها تغذیه می‌کرد و چرنده بود.
حدود ۳/۵ میلیون سال پیش، پل زمینی پاناما آمریکای شمالی را به آمریکای جنوبی وصل کرد و امکان مهاجرت بسیاری از پستانداران بین دو قاره به‌وجود آمد. کمان‌دندان در آمریکای جنوبی ماند و بعد از رسیدنِ پستانداران شمالی هم دوام آورد، چون هیچ کدامشان رقیب مستقیمش نبودند. اما پیکان‌های فرورفته در بقایای این جانور نشان می‌دهند که سرانجام شکار انسانی موجب انقراض کمان‌دندان شد.